# Machair

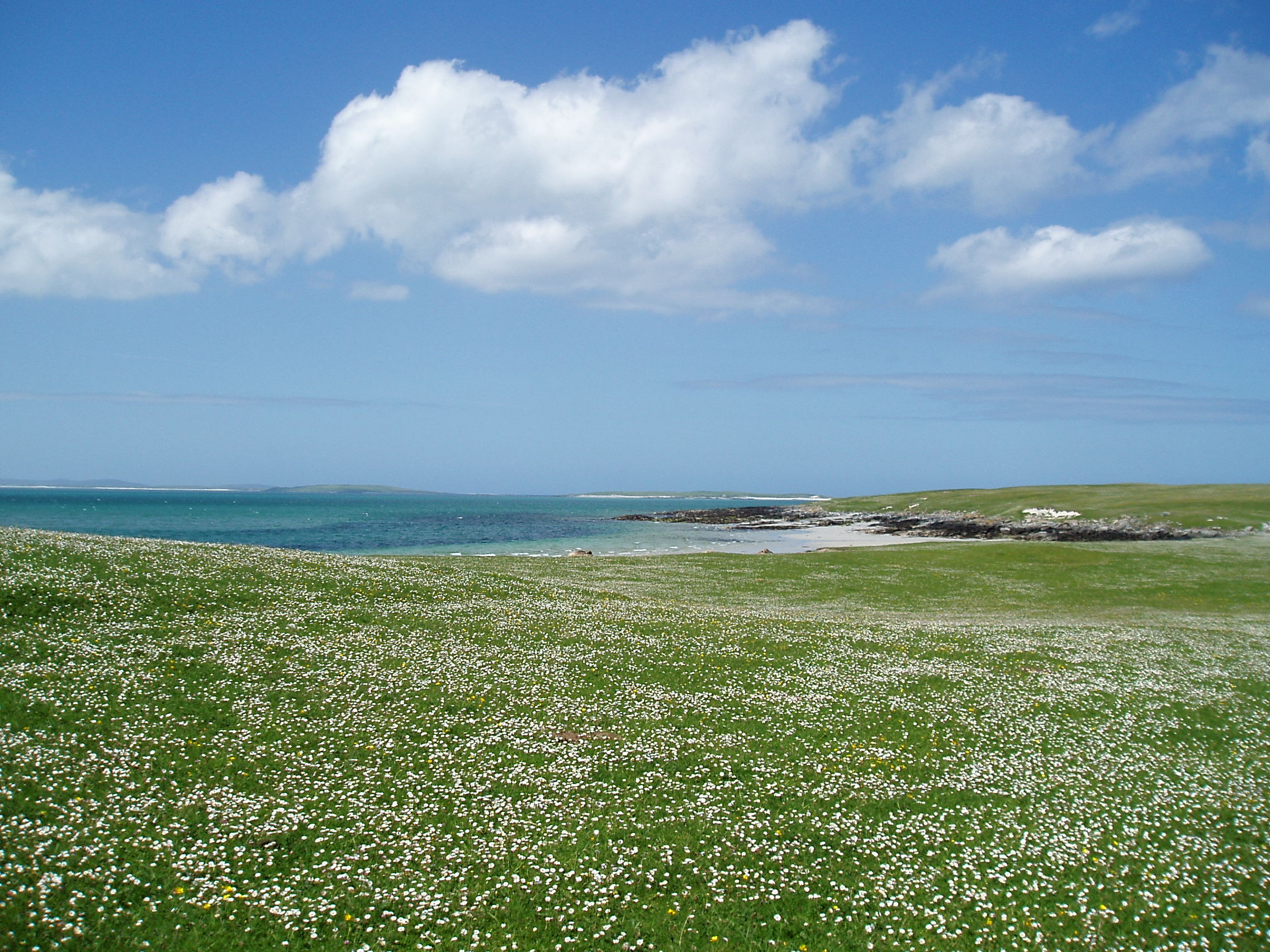
Một machair ở Berneray, Ngoại Hebrides

Machair (có khi viết là machar) là một danh từ trong tiếng Gael, dùng để chỉ một đồng bằng thấp, màu mỡ và có nhiều cỏ mọc ở bờ biển đảo Ireland và tây bắc Liên hiệp Anh, trong đó gần một nửa số machair của Scotland tập trung tại vùng Ngoại Hebrides. Có hai loại machair:
- Loại thứ nhất là một đồng cỏ có đụn cát, gắn với hoạt động canh tác nông nghiệp. Thường gặp loại này ở những vùng ẩm ướt và nhiều gió.[2]
- Loại thứ hai là một vùng đất nằm giữa bãi biển và một khu vực mà tại đó cát lấn lên đầm lầy than bùn sâu trong đất liền.

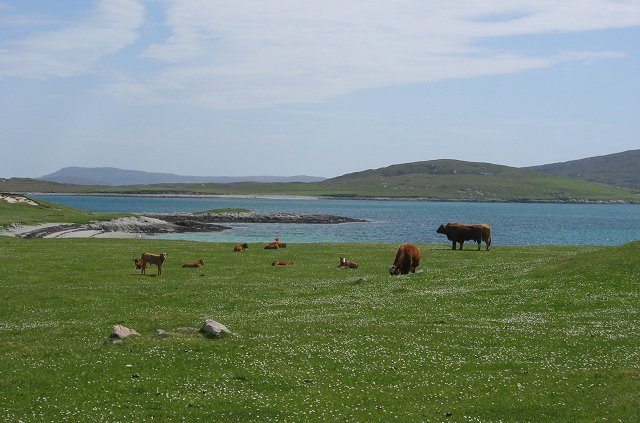
Một Machair ở Berneray

## Địa chất
Trước khi trở thành machair, cả hai loại trên đều từng là các bãi biển nhưng về sau chúng trở nên cao hơn so với bãi biển kế cận do mực nước biển giảm xuống hay đẳng tĩnh.
Đa phần sự màu mỡ của machair là đến từ loại cát có hàm lượng vỏ động vật biển cao, thỉnh thoảng lên đến 90%. Loại cát này được thổi vào đất liền, giúp trung hoà tính a-xít của đầm lầy than bùn và tạo nên sự phì nhiêu cho machair.

## Sinh thái
Người ta chú ý nhiều đến các machair dưới góc độ sinh thái học và bảo tồn, chủ yếu là vì nơi đây có những hệ sinh thái độc nhất vô nhị. Machair là ngôi nhà của một số loài hoa hiếm thuộc họ Spiranthes, phong lan và loài Rhinanthus minor. Có nhiều loài chim phong phú như Crex crex, Carduelis flavirostris, Calidris alpina,... được ghi nhận tại các machair ở xứ Ngoại Hebrides. Một số machair có nguy cơ bị xói mòn do nước biển dâng và bị hoạt động của con người ở các bãi biển gần đó đe doạ.